# Nitisinone
Il nitisinone (anche conosciuto come NTBC) è un farmaco, originariamente sviluppato come erbicida, utilizzato nel trattamento della tirosinemia di I tipo. A partire dal suo primo utilizzo con questa indicazione nel 1991, ha rimpiazzato il trapianto di fegato come terapia di prima linea per questa rara malattia. È stato anche studiato come farmaco nel trattamento dell'alcaptonuria, una malattia correlata alla tirosinemia, ma meno grave.
È commercializzato come Orfadin.

## Meccanismo d'azione
Il nitisinone agisce come inibitore reversibile dell'enzima 4-idrossifenilpiruvato ossidasi, riducendo la formazione di acido maleilacetoacetico e acido fumarilacetoacetico, i quali a loro volta possono essere convertiti in succinilacetone (SA), responsabile di danno al fegato e ai reni.